# Sydney Cotton
Ne doit pas être confondu avec Sidney Cotton.
Sydney John Cotton, né à Woodcote (Oxfordshire) le 2 décembre 1792 et mort à Londres le 19 février 1874, est un officier britannique. 

## Biographie
Lieutenant (1812), capitaine (1822), puis major (1828), il sert en Inde de 1810 à 1835 puis, de 1835 à 1842 en Nouvelle-Galles-du-Sud où il dirige la Moreton Bay penal colony (en). En 1842, il retourne en Inde où, lieutenant-colonel (1843), il lutte contre les Cipayes lors de la révolte de 1857 au côté de John Nicholson, dans le Peshawar. 
En 1866, il devient lieutenant-général puis est nommé en 1872 gouverneur de l'hôpital de Chelsea, poste qu'il occupe jusqu'en 1874. 
Il est inhumé au cimetière de Brompton.
Jules Verne le mentionne de manière erronée, en écrivant « S. Colton », dans son roman La Maison à vapeur (première partie, chapitre III).

## Publications
On lui doit : 
- 1857 : Remarks on Drill
- 1874 : Nine years on the North-West Frontier of India from 1854 to 1863